# First Time (Kygo ed Ellie Goulding)
First Time è un singolo del disc jockey/produttore norvegese Kygo e dalla cantautrice britannica Ellie Goulding, pubblicato il 28 aprile 2017.

## Video musicale
Il 12 maggio 2017, Kygo e Ellie Goulding hanno condiviso sui loro account Instagram e Twitter dei teaser trailer del video musicale in uscita.
Il video è stato rilasciato il 22 maggio 2017 sul canale YouTube di Kygo. Regista del video è Mathew Cullen.

## Tracce
1. First Time – 3:13 (Jeremy Chacon, Jonas Kalisch, Alexsej Vlasenko, Henrik Meinke, Kyrre Gørvell-Dahll)